# Východní Sussex
Východní Sussex, anglicky East Sussex, je hrabství v jihovýchodní Anglii, které sousedí s hrabstvími Kent a Západní Sussex. Na jihu jej omývá kanál La Manche. Žije zde přibližně 823 tisíc obyvatel. Administrativním centrem je město Lewes.
Nacházejí se zde populární přímořská letoviska Hastings, Bexhill-on-Sea a Eastbourne. Hrabstvím prochází pásmo křídových útesů South Downs, kam patří významné přírodní krásy Seven Sisters a Beachy Head.

## Administrativní členění
Hrabství se dělí na šest distriktů:
1. City of Brighton and Hove (unitary authority)
2. Lewes
3. Wealden
4. Eastbourne
5. Rother
6. Hastings